# Município de Milton (condado de Wood, Ohio)
O município de Milton (em inglês: Milton Township) é um município localizado no condado de Wood no estado estadounidense de Ohio. No ano de 2010 tinha uma população de 979 habitantes e uma densidade populacional de 10,42 pessoas por km².

## Geografia
O município de Milton encontra-se localizado nas coordenadas 41° 17′ 56″ N, 83° 49′ 30″ O. Segundo a Departamento do Censo dos Estados Unidos, o município tem uma superfície total de 94 km², da qual 94 km² correspondem a terra firme e (0 %) 0 km² é água.

## Demografia
Segundo o censo de 2010, tinha 979 pessoas residindo no município de Milton. A densidade populacional era de 10,42 hab./km². Dos 979 habitantes, o município de Milton estava composto pelo 94,28 % brancos, o 0,82 % eram afroamericanos, o 0,31 % eram amerindios, o 0,2 % eram asiáticos, o 2,45 % eram de outras raças e o 1,94 % eram de uma mistura de raças. Do total da população o 7,05 % eram hispanos ou latinos de qualquer raça.